# الأميرة بيتش
الأميرة بيتش (بالإنجليزية: Princess Peach‎؛ باليابانية: ピーチ姫‎، ‏بيشي-هيميه) هي شخصية خيالية في سلسلة ألعاب الفيديو ماريو من إنتاج نينتندو. تعدّ بيتش أميرة مملكة الفطر الوهمية وغالباً ما تلعب دور الفتاة في الكآبة في السلسلة.